# Футбол в Колумбии
Футбол — самый популярный вид спорта Колумбии. В не занимаемой лидирующие позиции на своём континенте в Колумбии, тем не менее, регулярно появляются выдающиеся команды и игроки. Среди них, к примеру, выделяется Рене Игита, изобретатель «удара скорпиона», признанного одним из лучших когда-либо придуманных футбольных трюков.
Талантливые игроки из Колумбии играют за команды по всему миру. Замечены они в Европе, но особенно их много в американской MLS.

## История

### Ранняя история
Футбол появился в Колумбии в начале 1880-х годов, первая официальная игра состоялась в 1888 году. Футбол развивался в северных портах страны благодаря железнодорожным инженерам из Англии. Крупные клубы образовывались в Барранкилье и Боготе, в 1924 году появилась первая постоянная лига — Футбольная лига атлантического побережья, преобразованная вскоре в Колумбийскую федерацию футбола и вступившую в 1936 году в ФИФА. В 1948 году была образована национальная профессиональная лига ДиМайор.

### Эльдорадо
Почти сразу после возникновения лиги ДиМайор в 1948 году возник конфликт между ФИФА и такими крупными колумбийскими клубами как «Мильонариос» и «Санта-Фе» (оба из Боготы), которые отказались платить трансферы иностранным клубам. В результате этого противостояния появилась мятежная лига. Дополнительные деньги позволяли клубам из Колумбии платить игрокам огромные зарплаты и гонорары при покупке новых игроков. Они привлекали звёзд со всего мира, особенно из Аргентины. Так в чемпионате Колумбии появились такие звёзды как Альфредо Ди Стефано, Чарли Миттен, Нестор Росси, Адольфо Педернера и другие. Период с 1948 по 1953 год, известный как Эльдорадо, знаменателен огромным наплывом болельщиков на стадионы и ростом интереса к футболу в Колумбии. Однако в 1949 году
ФИФА отстранила Колумбию от участия во всех международных клубных соревнованиях, а в 1954 году заставила принять общие трансферные правила.

### Дальнейшее развитие
В 1968 году Колумбия перешла на принятую в Южной Америке деления сезона на 2 отдельных турнира: Апертура (Apertura) (с февраля по июнь) и Финалисасьон (Finalización) (с июля по декабрь).
В 1970-х годах начался лавинообразный рост наркобизнеса, ставшего важной экономической и политической силой в стране. Финансовое же положение клубов оказывалось неустойчивым, а их приобретение давало шанс повысить общественный статус и обрести инструмент для отмывания денег многочисленным наркокартелям. Наркокартель Кали приобрёл «Америку Кали», Медельинский картель Пабло Эскобара купил «Атлетико Насьональ» и взял под контроль «Мильонариос» из Боготы. Убийства, похищения, договорные матчи и отмывание денег стали обыденными явлениями в колумбийском футболе. В 1986 году Колумбии пришлось отказаться от проведения Чемпионата мира, а в 2001 году серия взрывов и перестрелок едва не сорвала намеченный розыгрыш Кубка Америки.
В 1991 году была образована Примера B, вторая по значимости лига Колумбии по футболу. Кубок Колумбии по футболу, появившийся в 1950 году и разыгрывавшийся периодически и очень редко, с 2008 года стал ежегодным турниром с участием всех клубов двух главных лиг Колумбии .

## Международные достижения
Сборная Колумбии по футболу впервые появилась в 1938 году и с тех пор испытывала как периоды взлёты, так и времена падений.

### Кубок Америки
Колумбия не участвовала в Кубке Америки вплоть до 1945 года, в первом своём турнире, в котором Колумбия заняла 5-е место при 7-ми участниках. На последующих турнирах Колумбия появлялась периодически и без особых успехов, пока на турнире 1975 года они не финишировали вторыми, с тех пор они являются постоянными участниками, впрочем как и все остальные 10 южноамериканских сборных, традиционно за редкими исключениями, играющих на всех Кубках Америки . Колумбия принимала у себя дома Кубок Америки по футболу 2001 и в финале которого, победив Мексику со счётом 1-0, выиграли свой первый и на сегодняшний день единственный титул чемпиона Южной Америки по футболу.

### Чемпионат мира
Колумбия впервые приняла участие в Чемпионате мира по футболу в 1938 году, но не смогла преодолеть отборочный турнир. Колумбия смогла квалифицироваться на Чемпионат мира по футболу 1962, но не прошла первый раунд, заняв в своей группе последнее место. Вновь сборная Колумбии смогла принять участие на Чемпионате мира по футболу 1990 года, на котором она вышла во второй раунд с такими яркими игроками в своём составе как: Карлос Вальдеррама, Фредди Ринкон и Рене Игита.
Во время отборочного турнира к Чемпионату мира по футболу 1994 года Колумбия поразила всех некоторыми впечатляющими результатами такими как победа со счётом 5-0 над действовавшими вице-чемпионами мира аргентинцами. Эти успехи впечатлили Пеле, который назвал колумбийцев в числе претендентов на высшее звание в футбольном мире. Однако на самом чемпионате Колумбия не смогла преодолеть даже первый раунд, заняв в группе последнее место. Защитник сборной Андрес Эскобар был убит по возвращении домой, по одной из наиболее вероятных версий причиной этого преступления стал его автогол, забитый в матче с американцами, хозяевами первенства.
Следующее появление Колумбии на Чемпионате мира по футболу в 1998 году остаётся на сегодняшний день последним. На нём Колумбия вновь не смогла выйти из группы.

### Кубок конфедераций
Как победитель Кубка Америки сборная Колумбии принимала участие в Кубке конфедераций Кубке конфедераций 2003. Они квалифицировались из группы, но не сумели в полуфинале преодолеть сборную Камеруна, затем уступили и в матче за третье место Турции.

### Другие сборные
Колумбию на международном уровне представляет ряд и других сборных, наиболее известные из них: Молодёжная сборная Колумбии по футболу (дважды победитель Чемпионата Южной Америки по футболу среди молодёжных команд в 1987 и 2005 годах) и Юношеская сборная Колумбии (победившая на Чемпионате Южной Америки по футболу для юношей до 17 лет в 1993 году).

### Клубные достижения
Два колумбийских клуба выигрывали Кубок Либертадорес: в 1989 году это сделал медельинский клуб Атлетико Насьональ, а в 2004 году эта вершина покорилась скромному Онсе Кальдасу. Эти две победы стали единственными когда-либо одержанными колумбийскими клубами на международных официальных турнирах.